# Middle Island (Saint Kitts i Nevis)
Middle Island – miasto w Saint Kitts i Nevis, na wyspie Saint Kitts; 980 mieszkańców (2006). Stolica parafii Saint Thomas Middle Island.